# التهاب الفك
التهاب الفك (بالإنجليزية: Gnathitis)‏ هو التهاب يَحصل في الفك.